# SEGA×BLEACH 프로젝트
SEGA×BLEACH 프로젝트는 일본의 만화, 애니메이션 블리치를 소재로 하는 세가가 발매한 게임의 총칭이다. 8개의 게임으로 이루어져 있다.